# Valentin Ernst Löscher

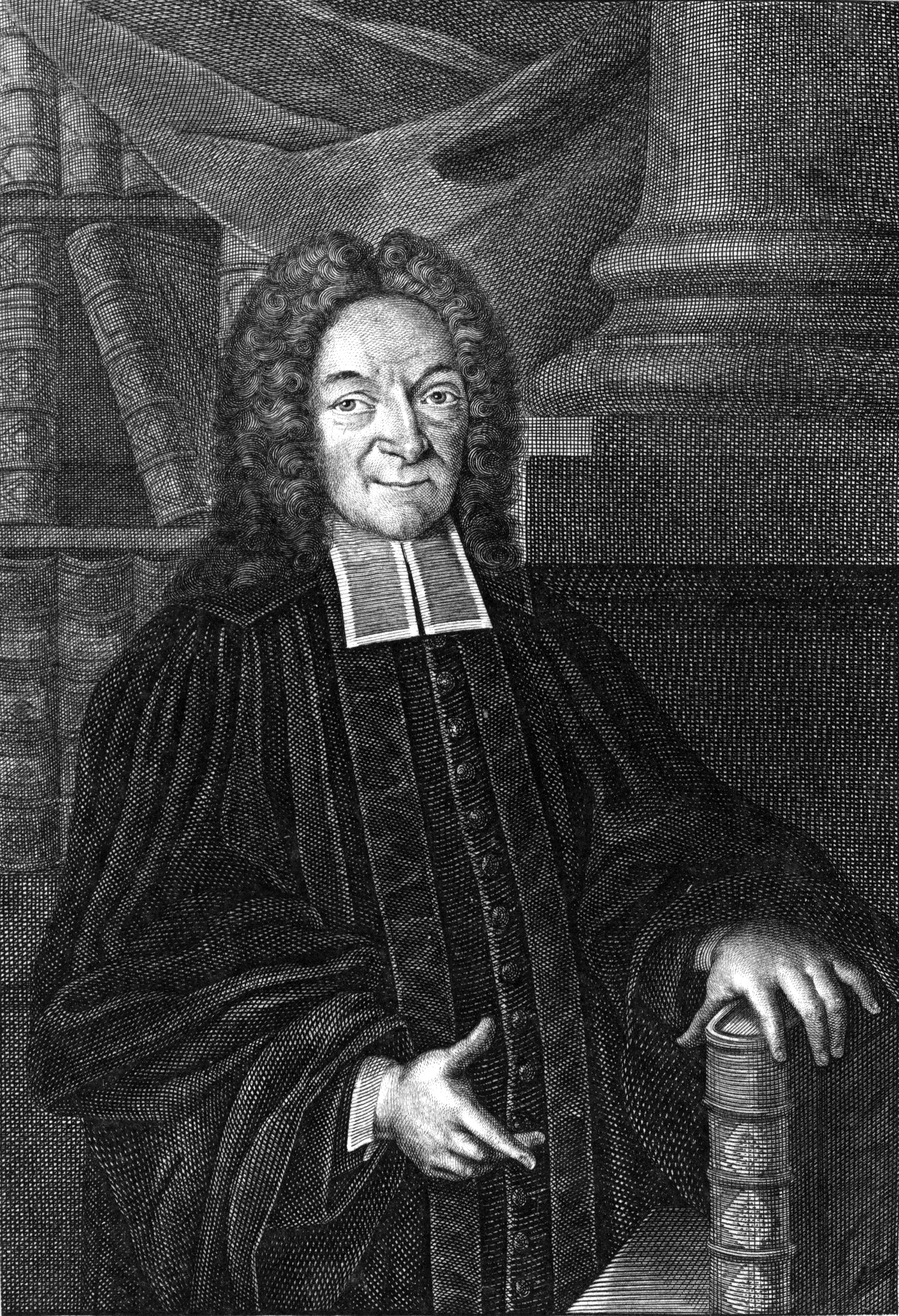
Valentin Ernst Löscher

Valentin Ernst Löscher (* 29. Dezember 1673 in Sondershausen; † 12. Februar 1749 in Dresden) war ein lutherischer Superintendent und Kirchenlieddichter in Dresden.

## Leben
Valentin Ernst Löscher stammte aus einem alten evangelischen Pfarrgeschlecht, sein Vater Caspar Löscher war Superintendent in Sondershausen, später in Zwickau und Professor der Theologie in Wittenberg und Generalsuperintendent des sächsischen Kurkreises. Auch seine Mutter Cleophe Salome (* 1657 in Worms, gest. am 15. Januar 1717 in Wittenberg) war die Tochter des Stiftsuperintendenten von Merseburg (* 22. Dezember 1630 in Schleusingen; † 18. Juli 1705 in Merseburg) und dessen erster Frau (Heirat am 3. Juni 1656) Salome Höhnich. Bereits sein Urgroßvater Jodocus Löscher hatte bei Martin Luther Vorlesungen besucht und aus dessen Nachkommenschaft sind viele evangelische Theologen hervorgegangen. Valentin Ernst besuchte zuerst die Schule in Zwickau, kam 1687 an die Schule in Wittenberg und immatrikulierte sich am 13. März 1690 an der Universität Wittenberg.
Hier studierte er Philologie, Geschichte und Theologie. Als Lehrer an der philosophischen Fakultät wirkten in Philosophie Theodor Dassow, in Geschichte und Griechisch Konrad Samuel Schurzfleisch, in Ethik Christian Röhrensee, in Dialektik Christian Donati und in Rhetorik Georg Kasper Kirchmaier. Sein Hauptaugenmerk lag auf der Theologie, wozu er die theologischen Vorlesungen seines Vaters, die von Philipp Ludwig Hanneken, jene bei Johann Deutschmann und die bei Michael Walther dem Jüngeren besuchte. So vorbereitet, avancierte er am 28. April 1692 zum Magister der Philosophie. Im Anschluss setzte er seine Studien fort, hielt Privatvorlesungen und begab sich 1694 für ein Jahr an die Universität Jena.

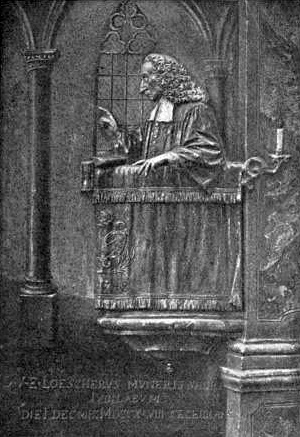
Tafel in zu Löschers 50-jährigem Dienstjubiläum 1748

Unter Friedemann Bechmann widmete er sich in Jena einem umfangreichen Quellenstudium und betrieb Forschungen zur Kirchengeschichte. Auch Baier und Sagittarius weckten in ihm das Interesse für die Kirchengeschichte, insbesondere für die Zeit der Reformation. Wie damals üblich unternahm er 1695 eine Bildungsreise, die ihn nach Hamburg, Amsterdam, Leiden, Franeker, Altona, Lübeck, Kopenhagen, Rostock und Berlin führte. Zurückgekehrt nach Wittenberg wurde er am 28. November 1696 als Adjunkt an der philosophischen Fakultät der Wittenberger Hochschule aufgenommen und hielt Vorlesungen, die gut besucht wurden. 1698 wurde er vom Herzog Johann Georg von Sachsen-Weißenfels für das Amt des Superintendenten von Jüterbog vorgeschlagen. In seiner Designationszeit avancierte er in Wittenberg am 16. November 1698 zum Lizentiaten der Theologie, absolvierte am 30. November seine erste Probepredigt in Jüterbog, wurde am 16. Dezember in Weißenfels ordiniert und trat am 29. Dezember 1698 das Amt des Pfarrers an der St.-Nicolai-Kirche und das des Superintendenten von Jüterbog an.
Neben seinen kirchlichen Aufgaben widmete sich Löscher in Jüterbog auch seinen wissenschaftlichen Studien. Dabei beschäftigte er sich in einigen polemischen Arbeiten mit der Geschichte der Mystik und betrieb biblische Studien. Den Erfolg seiner Studien brachte ihm am 22. April 1700 die Promotion zum Doktor der Theologie in Wittenberg unter Gottlieb Wernsdorf dem Älteren ein. Löscher, der sich in seiner literarischen Tätigkeit vor allem dem Gedanken der lutherischen Orthodoxie von der Reinhaltung der christlichen Lehre verschrieben hatte, erfuhr in der Folge der theologischen Auseinandersetzungen viele Angriffe. Trotzdem lag ihm daran, allen lutherischen Predigern gegenüber den schwärmerischen Aussagen der Pietisten das Rüstzeug an die Hand zu geben, die reine Lehre des Evangeliums zu vermitteln.
Aus jenem Zusammenhang heraus entstand 1701 sein Journal „Unschuldige Nachrichten von alten und neuen theologischen Sachen“. Es war die erste theologische Zeitschrift. In ihr wurden im Kontext der damaligen Zeit ältere theologische Werke besprochen, wichtige Aktenstücke bekannt gemacht, neue theologische Bücher im Auszug publik gemacht und rezensiert. Als Hauptredakteur des Blattes musste er sich mancher Anfeindung von Seiten pietistischen Vertreter erwehren. Ebenso wirkte seine zweite Schrift, die „Edlen Andachtsfrüchte oder 68 auserlesenen Oerter der Heiligen Schrift, so von der Andacht handeln, darinnen die theologia mystica orthodoxa vorgetragen wird“, welche durchaus als wichtiges theologisches Werk von ihm anzusehen ist. Für Löscher ist der orthodoxe lutherische Glaube eine Herzenstheologie, die keine Veränderungen akzeptiert, da diese der theologischen Wahrheit der Lehre widerspricht. Jegliches Widerstreben ist somit für ihn vielmehr ein Ausdruck schwärmerischen Denkens. So hatte sich Löscher mit an die Spitze der lutherischen Orthodoxie gestellt. Am 10. November 1701 erhielt Löscher vom Herzog Moritz Wilhelm von Sachsen-Merseburg einen Ruf als Superintendent nach Delitzsch, den er annahm.

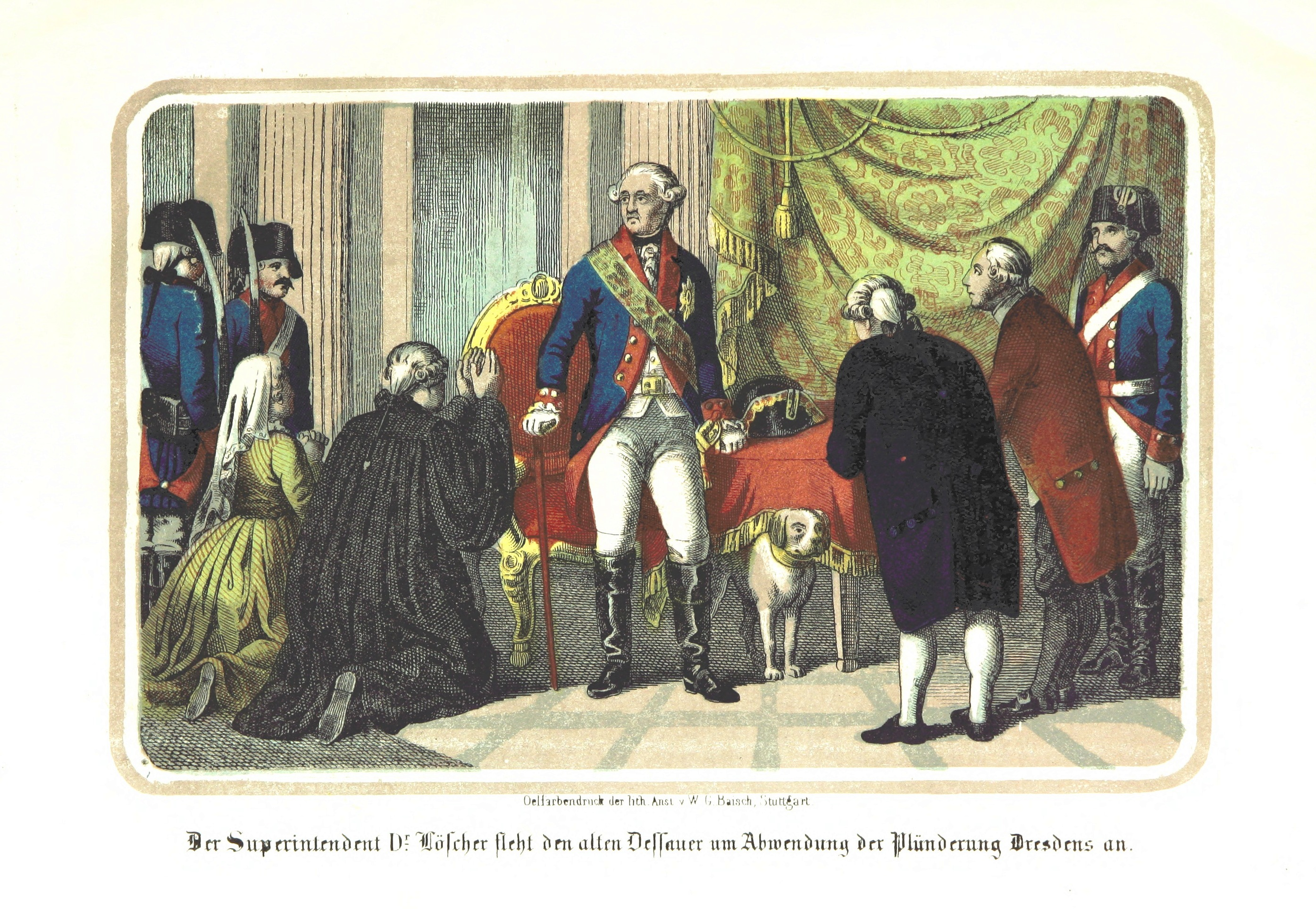
Der Dresdner Superintendent Dr. Valentin Ernst Löscher bittet den preußischen General Fürst Leopold I. von Anhalt-Dessau (den alten Dessauer) im 2. Schlesischen Krieg nach der Schlacht bei Kesselsdorf im Dezember 1745 darum, die Plünderung Dresdens zu verhindern

In Delitzsch vertiefte er sich immer mehr in ein intensives Bibelstudium mit dem Ziel, die theologischen Wissenschaften zu beleben. Dabei verwendete er besondere Aufmerksamkeit darauf, dass die neuen Kandidaten in einem theologischen Amte speziell geschult wurden und als sittlich gereift ihr Pfarramt antraten. Auch trat er für eine Wiedereinführung der Visitationen ein. Seine Studien flossen in seine 1703 erschienene pia desideria ein. Folgend widmete sich Löscher den Einigungsversuchen in der evangelischen Kirche. So hatte man 1703 in Berlin ein Unionskollegium zwischen Lutheranern und Reformierten veranstaltet. Nachdem die Verhandlungen sehr negativ für die Seite der Lutheraner verliefen, meldete sich Löscher anonym mit der Schrift „Alleruntertänigste Adresse an ein großmächtiges Oberhaupt im Namen der evangelisch lutherischen Kirche, die Religionsvereinigung betreffend nebst einem Vorschlag zum gesegneten Kirchenfrieden“ zu Wort.
Die anonyme Veröffentlichung verfehlte nativ nicht ihr Ziel und brachte die Parteien der Pietisten und Reformierten in Aufregung, worauf diese Entkräftigungsschriften fertigten. Daher ließ Löscher 1704 die „Historie der ersten Religions-motuum zwischen denen Evangelisch-Lutherischen und Reformierten, nebst christlicher Beantwortung der exception-Schrift“ folgen.

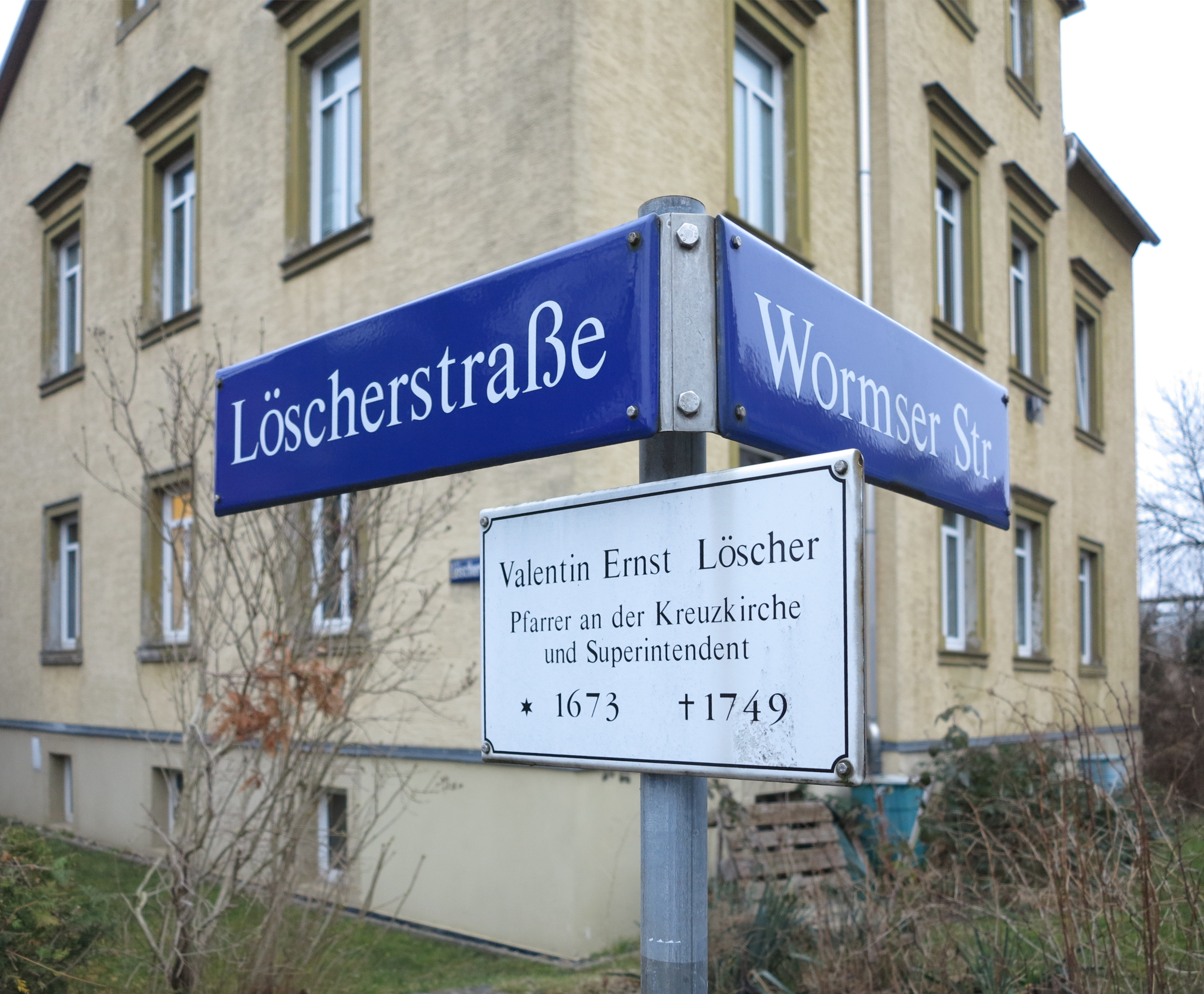
Dresden ehrt seit 1893 Valentin Ernst Löscher mit einer Straßenbenennung.

Nach kurzer akademischer Tätigkeit als Professor in Wittenberg (1707–1709) wurde er als Pfarrer an die Dresdner Kreuzkirche berufen. Gleichzeitig wurde er zum Oberkonsistorialassessor und Superintendenten ernannt. 1713 trat er als eines der Gründungsmitglieder in die ‚Sozietät der christlichen Liebe und Wissenschaften‘ ein, die unter Präsidentschaft von Samuel Steurlin stand. In Dresden, wo er bis zu seinem Tode wirkte, entfaltete er ein umfangreiches Wirken.  

## Werk
Löscher gilt als der letzte große Vertreter der lutherischen Orthodoxie, der mit starker Polemik gleichermaßen gegen Pietismus und Aufklärung, Katholizismus und Reformierte sowie gegen den fürstlichen Absolutismus kämpfte. In Dresden hatte er großen Anteil am Bau der Frauenkirche, dem damals größten Neubau einer protestantischen Kirche in Deutschland, und predigte sowohl bei der Grundsteinlegung als auch bei der Einweihung 1734. Im Jahre 1739 weihte er außerdem die Dreikönigskirche.
Löscher trat auch als Reformer des Armen- und Schulwesens in Dresden sowie als Dichter von Kirchenliedern hervor. Johann Sebastian Bach vertonte Kommt, Seelen, dieser Tag (1713) als BWV 479. Das Passionslied Ich grüße dich am Kreuzesstamm (1722) ist bis heute im Evangelischen Gesangbuch vertreten (EG 90).
Den Gedanken Luthers von der Vermittlung des Wortes Gottes in der Muttersprache setzte Löscher konsequent um und unterstützte unter anderem die in Sachsen und Preußen lebenden Sorben in ihren Bemühungen um Anwendung ihrer Sprache im liturgischen Bereich. So schrieb er ein Vorwort zur sorbischen Übersetzung von Langhans’ Kinderpostille Dźěćaca postilla (Budyšin – Bautzen 1717). Auf Grund seines Engagements gegen zwangsassimilatorische Tendenzen in Bezug auf die Sorben auch innerhalb der eigenen Kirche findet er auch im Vorwort zur ersten Gesamtausgabe der Obersorbischen Bibel (1728) Erwähnung.

## Familie
Löscher verheiratete sich am 10. Januar 1702 in Merseburg mit Catharina Elisabeth Krausold (* 1. Juni 1685 in Merseburg), der ältesten Tochter des fürstl. Merseburgischen Hof- und Justizrats, sowie Erbherrn in Ostra und Keuschberg Friedrich Krausold (* 1647, † 1703) und dessen am 15. Oktober 1678 geheirateten ersten Frau Anna Charitas Sittig. Aus der Ehe stammen elf Kinder. Von den Kindern kennt man:
- Salome Charitas Löscher (* 21. Mai 1703 in Delitzsch) verh. 24. Oktober 1725 mit dem  fürstl.-weißenfelsischen Hofrat und Beisitzer des königl. Landgerichts des Markgrafentums der Niederlausitz, dem Erb und Lehnherrn von Untergreißlau und Naunhof Wolf Albrecht Behrisch (Friedrich Wilhelm Behrisch, Ernst Wolfgang Behrisch, Christian Georg Wolfgang Behrisch, Heinrich Wolfgang Behrisch)
- Friederike Ernestina Löscher (* 4. November 1704 in Delitzsch) verh. 15. Juni 1729 mit dem Superintendenten von Chemnitz Theodor Crüger (* 1694; † 1751) (Friderica Ernestina Crüger, Louise Wilhelmine Crüger)
- August Caspar Löscher (* 16. August 1706 in Delitzsch; † März 1746 in Lübben) Landphysikus des Markgrafentums der Niederlausitz
- Friedrich Ernst Löscher (* 21. Februar 1707 in Wittenberg; † 22. Juni 1708 in Dresden)
- Johanne Elisabeth Löscher (6. Mai 1709 in Wittenberg) verh. 14. Juni 1740 mit Superintendent in Jessen und Pirna Christian Karl Stempel (* 24. Oktober 1689 in Meißen; † 14. Februar 1764 in Pirna)
- Christine Dorothea (* 21. Juli 1710 in Dresden; † 10. Februar 1711 ebd.)
- Elisabeth Christiane (* 2. Dezember 1712 in Dresden; † 23. September 1713 ebd.)
- Sophie Hedwig (* 16. Dezember 1713 in Dresden; † 28. Dezember 1713 ebd.)
- Anna Amalia Löscher (* 29. April 1714 in Dresden)
- Sophie Catherine Löscher (* 1716 in Dresden; † 13. Januar 1756 in Lüneburg) verh. Juni 1746 mit dem königl. Großbrit. und Kurhannoverischen Rat, sowie Inspektor der Ritterakademie in Lüneburg Johann Friedrich Jugler (* 17. Juli 1714 in Wettaburg; † 9. Januar 1791 in Lüneburg) (Friderika Juliana Jugler (1747–1756))
- Valentin Ernst Löscher (* 21. Februar 1721 in Dresden; † 1782 in Dresden) Dr. jur. Oberkonsistorialrat in Dresden

## Gedenktag
12. Februar im Evangelischen Namenkalender.